# Рибосомний білок L36
Рибосомний білок L36 (англ. Ribosomal protein L36) – білок, який кодується геном RPL36, розташованим у людей на короткому плечі 19-ї хромосоми.  Довжина поліпептидного ланцюга білка становить 105 амінокислот, а молекулярна маса — 12 254.
| 10         |  | 20         |  | 30         |  | 40         |  | 50         |
| ---------- |  | ---------- |  | ---------- |  | ---------- |  | ---------- |
| MALRYPMAVG |  | LNKGHKVTKN |  | VSKPRHSRRR |  | GRLTKHTKFV |  | RDMIREVCGF |
| APYERRAMEL |  | LKVSKDKRAL |  | KFIKKRVGTH |  | IRAKRKREEL |  | SNVLAAMRKA |
| AAKKD      |  |            |  |            |  |            |  |            |

A: Аланін

C: Цистеїн

D: Аспарагінова кислота

E: Глутамінова кислота

F: Фенілаланін

G: Гліцин

H: Гістидин

I: Ізолейцин

K: Лізин

L: Лейцин

M: Метіонін

N: Аспарагін

P: Пролін

R: Аргінін

S: Серин

T: Треонін

V: Валін

Цей білок за функціями належить до рибонуклеопротеїнів, рибосомних білків. 